# Østlige halvkugle
Den Østlige Halvkugle er halvdelen af planeten jorden, som er øst for nulmeridianen (som går gennem Greenwich, London, England) og vest for 180. længdekreds (som går gennem stillehavet og lidt land fra pol til pol).
Den Østlige Halvkugle er også et begreb, som kan bruges til at undgå brugen af det geopolitiske synonym Gamle Verden, for at undgå den eurocentrisme, der ligger i begrebet. I det begreb menes det som regel Europa, Afrika, Asien og Oceanien, i parallel med den Vestlige Halvkugle, hvilke består af superkontinentet Amerika.